# Martin Manulis
Martin Manulis (ur. 30 maja 1915 w Nowym Jorku, zm. 28 września 2007 w Los Angeles) – amerykański producent filmowy, sześciokrotny zdobywca nagrody Emmy.
Był absolwentem Uniwersytetu Columbia z 1935 r., oraz weteranem II wojny światowej. Twórca i producentem serialu telewizyjnego pt. "Playhouse 90", emitowanego od 1956 r., oraz producentem filmów kinowych w tym między innymi "Dni wina i róż" z 1962 r. 